# Вологодские губернские ведомости
«Волого́дские губе́рнские ве́домости» — первая вологодская газета. Выходила с 1 января 1838 года до конца 1917 года.

## Редакторы
Первым редактором был В. И. Соколовский; в 1850-х гг. — Волков, в 1860-х гг. — Н. Фаворский, в 1870-х гг. — В. Поступальский, Н. И. Полиевктов, в 1880—90 гг. — И. Степановский, А. Брянчанинов.